# Matteo Santoro
Matteo Santoro (Roma, 9 de octubre de 2006) es un deportista italiano que compite en saltos de trampolín. Es públicamente homosexual.
Ganó cuatro medallas en el Campeonato Mundial de Natación entre los años 2022 y 2025, y seis medallas en el Campeonato Europeo de Natación entre los años 2021 y 2025.
En los Juegos Europeos de Cracovia 2023 consiguió una medalla de oro en la prueba de trampolín 3 m sincro mixto.

## Palmarés internacional
| Campeonato Mundial | Campeonato Mundial  | Campeonato Mundial | Campeonato Mundial         |
| Año                | Lugar               | Medalla            | Prueba                     |
| ------------------ | ------------------- | ------------------ | -------------------------- |
| 2022               | Budapest (Hungría)  | Medalla de plata   | Trampolín 3 m sincro mixto |
| 2023               | Fukuoka (Japón)     | Medalla de bronce  | Trampolín 3 m sincro mixto |
| 2024               | Doha (Catar)        | Medalla de plata   | Trampolín 3 m sincro mixto |
| 2025               | Singapur (Singapur) | Medalla de oro     | Trampolín 3 m sincro       |
| Juegos Europeos    |                     |                    |                            |
| Año                | Lugar               | Medalla            | Prueba                     |
| 2023               | Rzeszów (Polonia)   | Medalla de oro     | Trampolín 3 m sincro mixto |
| Campeonato Europeo |                     |                    |                            |
| Año                | Lugar               | Medalla            | Prueba                     |
| 2021               | Budapest (Hungría)  | Medalla de oro     | Trampolín 3 m sincro mixto |
| 2022               | Roma (Italia)       | Medalla de bronce  | Trampolín 3 m sincro mixto |
| 2024               | Belgrado (Serbia)   | Medalla de plata   | Trampolín 1 m              |
| 2024               | Belgrado (Serbia)   | Medalla de plata   | Trampolín 3 m              |
| 2025               | Antalya (Turquía)   | Medalla de plata   | Trampolín 3 m sincro mixto |
| 2025               | Antalya (Turquía)   | Medalla de bronce  | Equipo mixto               |